# 绅士科学家
绅士科学家（Gentleman scientist）指财务独立，以研究科学为爱好的科学家。

## 历史
术语源自后文艺复兴时期欧洲。在大量政府资助出现之前，直到维多利亚时代，自费的科学家非常普遍，尤其是英格兰，许多伦敦皇家学会早期会员都是绅士科学家。在20世纪，随着政府和私人增加资助科学研究，绅士科学家比例大幅减少，術語現趨少用。

## 好处和坏处
好处是可避免某些麻烦，如教学义务、管理责任、向资助机构申请资助；自費亦允许科学家有更大自由決定研究方向，因为资助机构研究方向可能与科学家不同；自費出版亦無須同行评审；而且发明品知识产权屬发明者而非雇主。
坏处是资金相對有限。

## 当代的绅士科学家
当代可称为绅士科学家包括史蒂芬·禾孚藍，他藉销售Mathematica软件资助他的研究；克萊格·凡特、朱利安·巴伯、奥布里·德·格里、巴林顿·摩尔、苏珊·布莱克莫尔和詹姆斯·洛夫洛克
彼得·米切尔获得1978年诺贝尔化学奖。說到米切尔，彼得·列徐覺得他“可能会发现筹款很难，因为他想法頗激进。”化学家路易斯·菲氐里哥·萊萊爾資助自己位于阿根廷布宜诺斯艾利斯的生物化学研究所，获得1970年诺贝尔化学奖。

## 知名的绅士科学家
- 查尔斯·达尔文
- 罗伯特·波义耳
- 安托万-洛朗·德·拉瓦锡
- 戈兹沃西·格尼（英语：Goldsworthy Gurney）
- 乔治·坤斯（英语：George Frederick Kunz）
- 本傑明·富蘭克林
- 亨利·卡文迪什
- 黎顿郝斯